# Europawahl in Finnland 1996
Die Europawahl in Finnland 1996 fand am 20. Oktober 1996 statt. Sie war die erste Direktwahl zum Europäischen Parlament nach dem Beitritt Finnlands zur Europäischen Union. Finnland stellte 16 Abgeordnete im Europäischen Parlament.
Im Vergleich zu der Parlamentswahl in Finnland 1995 vom 19. März 1995 mussten Sozialdemokraten große Verluste verkraften während die Zentrumspartei, die bei den Parlamentswahlen 19,9 % erhalten hatte, stark dazugewann.
Dennoch waren die Sozialdemokraten zusammen mit der Finnische Zentrumspartei und der Nationale Sammlungspartei mit Ergebnissen zwischen 20 und 25 % die Gewinner der Wahl.
Bei den mittelgroßen Parteien konnte sich besonders das Linksbündnis mit knapp über 10 % behaupten und damit, im Gegensatz zum Grüner Bund und Schwedische Volkspartei mit jeweils einem Mandat, zwei Mandate erringen.
Die Wählerstimmen waren bei der ersten Europawahl der Finnen besonders weitläufig verteilt. So kommt es, dass 167.179 Stimmen (8,39 %) auf sonstige Parteien entfielen, die den Einzug in das Europaparlament verpassten. Darüber hinaus wählten 117.093 (4,95 %) Personen ungültig.

## Wahlsystem
15 Parteien bzw. Wählervereinigung standen zur Wahl.
Finnland nutzt bei der Wahl das System der offenen Listen, wodurch die Reihenfolge der Kandidaten nicht nur die Parteien festgelegt wird. Die Wähler stimmen nicht für eine Partei selbst ab, sondern nur für deren Kandidaten. Die Stimmen, die alle Kandidaten einer Partei zusammen erhalten haben, werden für die Bestimmung der Menge an Sitzen, die eine Partei erhält, verwendet. Für diese Bestimmung findet das D’Hondt-Verfahren Anwendung. Innerhalb einer Partei werden dann jene Kandidaten Abgeordnete, die die meisten Stimmen erhalten haben. In diesem Verfahren können Kandidaten, die zwar viele Stimmen erhalten haben, deren Partei aber nicht genug Sitze hat, gegenüber Kandidaten mit weniger Stimmen, aber mehr freien Sitzen, unterliegen.

## Wahlbeteiligung
2.366.504 Menschen gingen zur Wahl, was einem Anteil von 60,3 % entsprach. 2.249.411 Stimmen waren gültig.

## Ergebnis
| Listen                                  | Listen                                     | Stimmen   | %    | Mandate |
| --------------------------------------- | ------------------------------------------ | --------- | ---- | ------- |
|                                         | Finnische Zentrumspartei (KESK)            | 548.041   | 24,4 | 4       |
|                                         | Sozialdemokratische Partei Finnlands (SDP) | 482.577   | 21,5 | 4       |
|                                         | Nationale Sammlungspartei                  | 453.729   | 20,2 | 4       |
|                                         | Linksbündnis (VAS)                         | 236.490   | 10,5 | 2       |
|                                         | Grüner Bund (VIHR)                         | 170.670   | 7,6  | 1       |
|                                         | Schwedische Volkspartei                    | 129.425   | 5,8  | 1       |
|                                         | Jungfinnische Partei (NSP)                 | 68.134    | 3,0  | –       |
|                                         | Christlicher Bund Finnlands (KD)           | 63.279    | 2,8  | –       |
|                                         | Vaihtoehto EU:lle Tiedotuskeskus (VEU)     | 47.687    | 2,1  | –       |
|                                         | Wahre Finnen                               | 15.004    | 0,7  | –       |
|                                         | Allianz für ein freis Finnland             | 13.746    | 0,6  | –       |
|                                         | Liberale Volkspartei (LKP)                 | 8.305     | 0,4  | –       |
|                                         | Seniorenpartei Finnlands (SSP)             | 6.357     | 0,3  | –       |
|                                         | Naturgesetzpartei (LLP)                    | 3.327     | 0,1  | –       |
|                                         | Partei der finnischen Rentner (SEP)        | 2.640     | 0,1  | –       |
| Gesamt                                  | Gesamt                                     | 2.249.411 | 100  | 16      |
|                                         |                                            |           |      |         |
| Ungültige Stimmen                       | Ungültige Stimmen                          | 117.093   | 4,9  |         |
| Wähler                                  | Wähler                                     | 2.366.504 | 57,6 |         |
| Wahlberechtigte                         | Wahlberechtigte                            | 4.108.703 |      |         |
|                                         |                                            |           |      |         |
| Quellen: Tilastokeskus: Listen – Wähler |                                            |           |      |         |

## Fraktionen im Europäischen Parlament
| Partei                         | Partei                               | Mandate | Fraktion |
| ------------------------------ | ------------------------------------ | ------- | -------- |
|                                | Finnische Zentrumspartei             | 4 / 16  | ELDR     |
|                                | Sozialdemokratische Partei Finnlands | 4 / 16  | SPE      |
|                                | Nationale Sammlungspartei            | 4 / 16  | EVP-ED   |
|                                | Linksbündnis                         | 2 / 16  | GUE/NGL  |
|                                | Grüner Bund                          | 1 / 16  | G/EFA    |
|                                | Schwedische Volkspartei              | 1 / 16  | ELDR     |
|                                |                                      |         |          |
| Quelle: Europäisches Parlament |                                      |         |          |

## Abgeordnete
| Name                       | Partei                               | Stimmenanzahl |
| -------------------------- | ------------------------------------ | ------------- |
| Sirkka-Liisa Anttila       | Zentrum Finnlands                    |               |
| Mirja Ryynänen             | Zentrum Finnlands                    |               |
| Kyösti Virrankoski         | Zentrum Finnlands                    |               |
| Paavo Väyrynen             | Zentrum Finnlands                    | 157.668       |
| Jörn Donner                | Sozialdemokratische Partei Finnlands |               |
| Riitta Myller              | Sozialdemokratische Partei Finnlands |               |
| Reino Paasilinna           | Sozialdemokratische Partei Finnlands |               |
| Pertti Paasio              | Sozialdemokratische Partei Finnlands |               |
| Reimo Ilaskivi             | Nationale Sammlungspartei            |               |
| Marjo Matikainen-Kallström | Nationale Sammlungspartei            |               |
| Jyrki Otila                | Nationale Sammlungspartei            |               |
| Kirsi Piha                 | Nationale Sammlungspartei            | 147.066       |
| Esko Seppänen              | Linksbündnis                         | 152.216       |
| Outi Ojala                 | Linksbündnis                         |               |
| Astrid Thors               | Schwedische Volkspartei              |               |
| Heidi Hautala              | Grüner Bund                          |               |